# Platylomalus inflexus
Platylomalus inflexus är en skalbaggsart som beskrevs av Zhang och Zhou 2007. Platylomalus inflexus ingår i släktet Platylomalus och familjen stumpbaggar. Inga underarter finns listade i Catalogue of Life.